# Jean François d'Assas de Lavit
Pour les articles homonymes, voir Assas et Famille d'Assas.
Jean François d'Assas de Lavit, dit le « chevalier d'Assas », né le 14 janvier 1760 au Vigan (province du Languedoc), décédé le 17 juin 1850, est un gentilhomme et officier de marine français des XVIIIe et XIXe siècles. Il termine sa carrière avec le  grade de contre-amiral de France et pensionnaire héréditaire du Roy.

## Biographie
Issu de la famille d'Assas, une famille de la noblesse cévenole dont l'origine remonte au XIIIe siècle il est le neveu du chevalier d'Assas qui meurt héroïquement à la bataille de Kloster Kampen pendant la guerre de Sept Ans. 
Page de la chambre du roi en 1772, garde de la Marine en 1775, il est doté d'une pension en 1777. Promu au grade d'enseigne de vaisseau en 1778, il participe la même année au combat d'Ouessant. Promu lieutenant de vaisseau en 1786, puis major des vaisseaux en 1791, il est fait chevalier de Saint-Louis le 11 février 1792. 
Il émigre en 1793 et passe en Russie avec le duc de Richelieu. Revenu en France, il se marie le 18 mai 1806 au Vigan, Gard, avec Anne Françoise de Faventines de Montredon (1783-1821). Ils ont deux enfants: Louise-Charlotte-Gabrielle et Fulcrand.

## Sources et bibliographie
- Henry Jougla de Morénas, Raoul de Warren, Grand armorial de France, Volume 1, Frankelve, 1975, p. 252